# Plochonos vznešený
Plochonos vznešený (Callanthias australis) je paprskoploutvá ryba z čeledi plochonosovití (Callanthiidae).
Druh byl popsán roku 1899 ichtyologem Jamesem Douglasem Ogilbym.

## Popis a výskyt
Maximální délka ryby je 49 cm.
Samice a mláďata jsou růžovočervení. Samci na hlavě a přední části těla fialoví s načervenalou zadní částí, žlutou ocasní ploutví s fialovými skvrnami. Žlutá až nahnědlá hřbetní a řitní ploutev s modrými okraji. Během tření se barva samců mění; oranžovo červení s bělavým mřížkovým vzorem, bělavými ploutvemi s načervenalými a oranžovými znaky.
Byla nalezena ve vodách západního Pacifiku: Nový Zéland, Austrálie. Tvoří rybí školky a při vyrušení se ukrývá v jeskyních a štěrbinách. Často se vyskytuje na skalnatých útesech. Pravděpodobně se živí planktonem.